# 존슨 아그이이론시
존슨 토마스 우문나키 아그이이론시(Johnson Thomas Umunnakwe Aguiyi-Ironsi, 1924년 3월 3일 ~ 1966년 7월 29일)는 나이지리아의 군인이자 2대 대통령으로 쿠데타를 일으켜 최고 군사 평의회를 세우고 약 6개월 동안 나이지리아를 통치했다.
아비아주 우무아히아의 이그보족 가정에서 출생했으며 18세인 1942년 2월 2일 나이지리아 육군에 들어갔고 뛰어난 군사 훈련으로 영국의 이튼 홀에서도 인정했으며 1949년 6월 12일 왕립 육군 지상 군단 회의에도 참석했다. 이후에는 총독 존 맥퍼슨의 보좌관으로 일하며 1956년 영국의 버킹엄 궁전에 가기도 했다.
1960년대 콩코 내전이 일어나자 유엔의 요청으로 중령이 되어 콩코의 키부와 킨사샤의 5대대 군대를 이끌었으며 오스트리아의 의료 지원과 나이지리아군의 석방 협상 등으로 콩코의 카탕카 주 반란군들을 토벌했다. 리타 크로이츠 1등상도 수상하고 수도 킨사샤에 입성했으며 1964년 나이지리아로 돌아와 영국 장성 사령관, 북부 인민 대표 회의(NPC)와 나이지리아 인민당의 연립 정부 국가위원회 위원장, 1965년 나이지리아 육군 장성 사령관 등으로 승진했다.
이후 은남디 아지키웨 정부가 점점 혼란과 무능력에 빠져들고 일부 지방에서 법과 질서가 붕괴되어 무정부 상태에 빠져들자 1966년 1월 14일 쿠데타를 일으켜 총리 아부바카르 타파와 발레라를 암살하고 권력을 잡았다. 이후에도 북부와 서부 지방에서 많은 정치인과 반체제 인사들을 살해한 뒤 대통령에 오르게 된다.
최고 군사 평의회를 세운 뒤 사무실에서 194일을 보내며 각종 법과 체제를 세웠으며 1966년 7월 29일 전국 순행을 하다 웨스턴 주 이바단에서 군대 반란으로 그곳의 주지사 아드카넬 파주이, 비서실장 바바페미 오건디페와 함께 총에 맞아 암살당했다.

## 최고 군사 평의회
- 주 전공 - 장군 존슨 아그이이론시
- 비서실장 - 나이지리아 국방부 준장 바바페미 오건디페
- 수석 보좌관, 육군 중위 - 대령 야쿠부 고원
- 웨스턴 주 주지사 - 대령 추쿠에메카 오두메구 오주쿠
- 이스턴 주 주지사 - 대령 아드카넬 파주이
- 미드-웨스트 주 주지사 - 대령 데이비드 이졸
- 노스턴 주 주지사 - 대령 핫산 카치나